# Stefan Kruger
Stefan Kruger (Città del Capo, 3 agosto 1966) è un ex tennista sudafricano.

## Carriera
In carriera ha vinto 3 titoli di doppio. Nei tornei del Grande Slam ha ottenuto il suo miglior risultato raggiungendo le semifinali di doppio a Wimbledon nel 1990, in coppia con lo statunitense Greg Van Emburgh.

## Statistiche

### Doppio

#### Vittorie (3)
| Numero | Anno              | Torneo                          | Superficie | Compagno             | Avversari in finale              | Punteggio     |
| 1.     | 9 gennaio 1989    | South Australian Open, Adelaide | Cemento    | Neil Broad           | Mark Kratzmann Glenn Layendecker | 6–2, 7–6      |
| 2.     | 30 settembre 1990 | Swiss Indoors, Basilea          | Cemento    | Christo van Rensburg | Neil Broad Gary Muller           | 4-6, 7-6, 6-3 |
| 3.     | 7 gennaio 1991    | South Australian Open, Adelaide | Cemento    | Wayne Ferreira       | Paul Haarhuis Mark Koevermans    | 6–4, 4–6, 6–4 |

### Doppio

#### Finali perse (5)
| Numero | Anno            | Torneo                                     | Superficie | Compagno              | Avversari in finale            | Punteggio     |
| 1.     | 16 luglio 1989  | Hall of Fame Tennis Championships, Newport | Erba       | Neil Broad            | Patrick Galbraith Brian Garrow | 6-2, 5-7, 3-6 |
| 2.     | 28 aprile 1991  | Singapore Open, Singapore                  | Cemento    | Christo van Rensburg  | Grant Connell Glenn Michibata  | 4-6, 7-5, 6-7 |
| 3.     | 26 ottobre 1992 | Grand Prix de Tennis de Lyon, Lione        | Sintetico  | Neil Broad            | Jakob Hlasek Marc Rosset       | 1-6, 3-6      |
| 4.     | 21 giugno 1993  | Manchester Open, Manchester                | Erba       | Glenn Michibata       | Ken Flach Rick Leach           | 4-6, 1-6      |
| 5.     | 25 ottobre 1993 | Grand Prix de Tennis de Lyon, Lione        | Sintetico  | John-Laffnie de Jager | Gary Muller Danie Visser       | 3-6, 6-7      |